# Lista de títulos internacionais de clubes colombianos de futebol
Esta é uma lista de clubes colombianos de futebol que foram campeões de títulos oficiais internacionais organizados pela FIFA ou CONMEBOL.
O futebol colombiano possui 12 conquistas internacionais interclubes. É o quarto país sul-americano em número de títulos e o terceiro em número de campeões diferentes, com cinco clubes, somente atrás de Brasil e Argentina.
Atlético Nacional e Once Caldas ostentam como maior título a Copa Libertadores da América, a principal competição continental, já o Santa Fe tem como maior conquista a Copa Sul-Americana, a segunda mais importante entre as competições da atualidade.

## Títulos por equipe

### Atlético Nacional:07 Títulos
Copa Libertadores da América: 2 (1989, 2016)

 Copa Interamericana: 2 (1989, 1995) 
Copa Merconorte: 2 (1998, 2000) 
 Recopa Sul-Americana: 1 (2017)

### Santa Fe:2 Títulos
Copa Sul-Americana: 1 (2015)

 Copa Suruga Bank: 1 (2016)

### Once Caldas:1 Título
Copa Libertadores da América: 1 (2004)

### América de Cali:1 Título
Copa Merconorte: 1 (1999) 

### Millonarios:1 Título
Copa Merconorte: 1 (2001) 